# Qualificazioni al campionato mondiale di calcio 2014 - UEFA - Fase a gironi, gruppo F

## Classifica
| Squadra          | Pt | G  | V | N | P | GF | GS | DR  |
| ---------------- | -- | -- | - | - | - | -- | -- | --- |
| Russia           | 22 | 10 | 7 | 1 | 2 | 20 | 5  | +15 |
| Portogallo       | 21 | 10 | 6 | 3 | 1 | 20 | 9  | +11 |
| Israele          | 14 | 10 | 3 | 5 | 2 | 19 | 14 | +5  |
| Azerbaigian      | 9  | 10 | 1 | 6 | 3 | 7  | 11 | -4  |
| Irlanda del Nord | 7  | 10 | 1 | 4 | 5 | 9  | 17 | -8  |
| Lussemburgo      | 6  | 10 | 1 | 3 | 6 | 7  | 26 | -19 |

## Risultati

### 1ª giornata
| Arbitro: | Antonio Mateu Lahoz |

|                                 |           |  |
| Fajzulin 30’ Širokov 78’ (rig.) | Marcatori |  |

| Arbitro: | Matej Jug |

|            |           |            |
| Abışov 65’ | Marcatori | 50’ Natkho |

| Arbitro: | Kristo Tohver |

|             |           |                         |
| da Mota 14’ | Marcatori | 26’ Ronaldo 54’ Postiga |

### 2ª giornata
| Arbitro: | Mark Clattenburg |

|  |           |                                           |
|  | Marcatori | 7’, 64’ Keržakov 18’ Kokorin 78’ Fajzulin |

| Arbitro: | Vlado Glodjović |

|            |           |             |
| Shiels 16’ | Marcatori | 86’ da Mota |

| Arbitro: | Szymon Marciniak |

|                                  |           |  |
| Varela 64’ Postiga 85’ Alves 88’ | Marcatori |  |

### 3ª giornata
| Arbitro: | Viktor Kassai |

|             |           |  |
| Keržakov 6’ | Marcatori |  |

| Arbitro: | Leontios Trattou |

|  |           |                                                        |
|  | Marcatori | 4’ Radi 12’ Ben Basat 27’, 74’, 90’ Hemed 61’ Melikson |

| Arbitro: | Aleksandar Stavrev |

|                    |           |  |
| Širokov 84’ (rig.) | Marcatori |  |

### 4ª giornata
| Arbitro: | Harald Lechner |

|                              |           |  |
| Hemed 13’, 48’ Ben Basat 35’ | Marcatori |  |

| Arbitro: | Thorsten Kinhöfer |

|             |           |            |
| Postiga 79’ | Marcatori | 30’ McGinn |

| Arbitro: | Viktor Švecov |

|             |           |           |
| Healy 90+6’ | Marcatori | 5’ Əliyev |

### 5ª giornata
| Arbitro: | Stéphane Lannoy |

|                                     |           |                                     |
| Hemed 24’ Ben Basat 40’ Gershon 70’ | Marcatori | 2’ Alves 72’ Postiga 90+3’ Coentrão |

| Lussemburgo 22 marzo 2013, ore 20:15 UTC+1 | Lussemburgo     | 0 – 0 referto | Azerbaigian | Stadio Josy Barthel (1 324 spett.)\| Arbitro: \| Padraigh Sutton \| |
| Arbitro:                                   | Padraigh Sutton |               |             |                                                                     |

| Arbitro: | Andre Marriner |

|  |           |                       |
|  | Marcatori | 63’ Alves 79’ Almeida |

### 6ª giornata
| Arbitro: | Hannes Kaasik |

|  |           |                            |
|  | Marcatori | 77’ Refaelov 84’ Ben Basat |

| Arbitro: | Mihaly Fabian |

|            |           |           |
| Abışov 72’ | Marcatori | 80’ Bensi |

| Arbitro: | Damir Skomina |

|            |           |  |
| Postiga 9’ | Marcatori |  |

### 7ª giornata
| Arbitro: | Tom Harald Hagen |

|              |           |  |
| Paterson 43’ | Marcatori |  |

| Arbitro: | Stefan Johannesson |

|              |           |                 |
| Alberman 73’ | Marcatori | 61’ Əmirquliyev |

| Arbitro: | Danny Makkelie |

|                      |           |                                 |
| McAuley 37’ Ward 52’ | Marcatori | 21’ Alves 68’, 77’, 83’ Ronaldo |

### 8ª giornata
| Arbitro: | Bobby Madden |

|                                            |           |             |
| Kokorin 1’, 36’ Keržakov 60’ Samedov 90+3’ | Marcatori | 90’ Joachim |

| Arbitro: | Robert Malek |

|                                   |           |                          |
| Joachim 47’ Bensi 78’ Jänisch 88’ | Marcatori | 14’ Paterson 82’ McAuley |

| Arbitro: | Manuel Gräfe |

|                                         |           |              |
| Berezuckij 49’ Kokorin 52’ Glušakov 74’ | Marcatori | 90+3’ Zahavi |

### 9ª giornata
| Arbitro: | Andrea De Marco |

|                            |           |  |
| Dadashov 58’ Şükürov 90+5’ | Marcatori |  |

| Arbitro: | Stephan Studer |

|  |           |                                                      |
|  | Marcatori | 9’ Samedov 39’ Fayzulin 45+2’ Glušakov 73’ Kerzhakov |

| Arbitro: | Tom Harald Hagen |

|           |           |               |
| Costa 27’ | Marcatori | 85’ Ben Basat |

### 10ª giornata
| Arbitro: | Milorad Mažić |

|             |           |             |
| Javadov 90’ | Marcatori | 15’ Širokov |

| Arbitro: | Laurent Duhamel |

|               |           |           |
| Ben Basat 43’ | Marcatori | 72’ Davis |

| Arbitro: | Bülent Yıldırım |

|                                 |           |  |
| Varela 29’ Nani 36’ Postiga 78’ | Marcatori |  |

## Statistiche

### Classifica marcatori
6 gol
- Tomer Hemed
- Eden Ben Basat

5 gol
- Hélder Postiga
- Aleksandr Keržakov

4 gol
- Bruno Alves
- Cristiano Ronaldo
- Aleksandr Kokorin

3 gol
- Viktor Fajzulin
- Roman Širokov

2 gol
- Ruslan Abışov
- Gareth McAuley
- Martin Paterson
- Stefano Bensi
- Daniel da Mota
- Aurélien Joachim
- Silvestre Varela
- Denis Glušakov
- Aleksandr Samedov

1 gol
- Rauf Əliyev
- Rahid Əmirquliyev
- Rüfət Dadaşov
- Mahir Şükürov
- Vaqif Cavadov
- David Healy
- Niall McGinn
- Dean Shiels
- Jamie Ward
- Steven Davis
- Gal Alberman
- Rami Gershon
- Maor Melikson
- Bibras Natkho
- Maharan Radi
- Lior Rafaelov
- Eran Zahavi
- Mathias Jänisch
- Hugo Almeida
- Fábio Coentrão
- Ricardo Costa
- Nani
- Hélder Postiga
- Vasilij Berezuckij